# 清川村議会
清川村議会（きよかわそんぎかい）は、神奈川県愛甲郡清川村にある地方議会である。

## 概要
- 定数:8人[1]
- 任期:令和7年(2025年)5月1日 – 令和11年(2029年)4月30日[1]
- 選挙区:村全体を1選挙区とする大選挙区制(単記非移譲式)
- 議長:細野賢一(自由民主党)[1]
- 副議長:細野洋一(無所属)[1]

## 会派
| 会派       | 議員数 | 所属議員 | 所属常任委員会                          |
| ---------- | ------ | -------- | --------------------------------------- |
| 無所属     | 7      | 岩澤一幸 | 総務文教委員会                          |
| 無所属     | 7      | 落合美和 | 企画振興委員会                          |
| 無所属     | 7      | 小林大介 | 総務文教委員会                          |
| 無所属     | 7      | 笹原和織 | 企画振興委員会・監査                    |
| 無所属     | 7      | 城所英樹 | 総務文教委員会                          |
| 無所属     | 7      | 川瀬正行 | 企画振興委員会                          |
| 無所属     | 7      | 細野洋一 | 副議長( 総務文教委員会、企画振興委員会) |
| 自由民主党 | 1      | 細野賢一 | 議長(総務文教委員会、企画振興委員会)    |
| 計         | 8      |          |                                         |

(令和7年7月3日現在)

## 選挙

### 令和3年4月18日執行清川村議会議員選挙
- 当日有権者数:2,456人
- 投票率:70.36%
- 得票総数:1707.999
- あん分の際切捨てた票数:0.001
- いずれの候補者にも属しない票数:0
- 無効投票数:20
- 投票総数:1728
- 持帰りと思われる票数:0
- 不受理と決定した票数:0
- 投票者総数:1728

| 順位 | 当落 | 候補者名  | 年齢 | 所属党派   | 新旧別 | 得票数   |
| ---- | ---- | --------- | ---- | ---------- | ------ | -------- |
| 1    | 当   | 細野 賢一 | 46   | 無所属     | 現     | 0363.73  |
| 2    | 当   | 落合 美和 | 55   | 無所属     | 新     | 0277     |
| 3    | 当   | 小林 大介 | 36   | 無所属     | 新     | 0169     |
| 4    | 当   | 藤田 義友 | 75   | 日本共産党 | 現     | 0167     |
| 5    | 当   | 細野 洋一 | 71   | 無所属     | 現     | 0134.269 |
| 6    | 当   | 山本 雅彦 | 60   | 無所属     | 現     | 0128     |
| 7    | 当   | 笹原 和織 | 58   | 無所属     | 現     | 0122     |
| 8    | 当   | 城所 秀樹 | 52   | 無所属     | 現     | 0121     |
| 9    | 落   | 村山 公一 | 66   | 無所属     | 新     | 0118     |
| 10   | 落   | 川瀬 正行 | 68   | 無所属     | 現     | 0108     |

## 委員会

### 議会運営委員会
- 城所英樹(委員長)
- 笹原和織(副委員長)
- 藤田義友(委員)
- 落合美和(委員)

### 常任委員会
- 総務文教常任委員会
  - 城所英樹(委員長)
  - 小林大介(副委員長)
  - 藤田義友(委員)
  - 細野洋一(委員)[注釈 1]
  - 山本雅彦(委員)[注釈 1]
- 企画振興常任委員会
  - 落合美和(委員長)
  - 笹原和織(副委員長)
  - 細野賢一(委員)
  - 細野洋一(委員)[注釈 1]
  - 山本雅彦(委員)[注釈 1]

### 議会だより編集委員会
- 小林大介(委員長)
- 城所英樹(副委員長)
- 細野賢一(委員)
- 細野洋一(委員)
- 山本雅彦(委員)